# Lamprinī Kōnstantinidou
Lamprinī Kōnstantinidou (in greco Λαμπρινή Κωνσταντινίδου?; 16 settembre 1996) è una pallavolista greca, palleggiatrice della Pro Victoria.

## Carriera

### Club
La carriera di Lamprinī Kōnstantinidou inizia nella stagione 2011-12 nell'Īraklīs Salonicco, in A1 Ethnikī, a cui resta legata per tre annate. Si trasferisce poi negli Stati Uniti d'America, dove gioca nella lega  NCAA Division I per la West Virginia nel 2014 e per la Texas Christian nel seguente triennio (2015-2017).
Nella stagione 2018-19 rientra in patria, accasandosi all'Olympiakos con cui si aggiudica la Coppa di Grecia e lo scudetto; nell'annata 2019-20 veste la maglia dell'Arīs Salonicco, mentre in quella 2020-21 quella del Thetis, sempre nella massima divisione greca: tuttavia a stagione in corso viene ceduta al Maccabi Haifa, nella Premier League israeliana. Per il campionato 2021-22 difende i colori del Thīras, in Volley League, stessa divisione dove milita in quello successivo con l'AEK Atene, conquistando una Coppa di Grecia.
Nella stagione 2024-25 viene ingaggiata dalla società italiana della Pro Victoria, in Serie A1.

### Nazionale
Dal 2012 al 2014 fa parte della nazionale greca under 19, mentre nel 2013 è in quella under 18, disputando il campionato europeo e il campionato mondiale, e nel 2015 in quella under 20.
Nel 2018 ottiene le prime convocazioni nella nazionale maggiore, con cui nel 2018 vince l'argento ai XVIII Giochi del Mediterraneo.

## Palmarès

### Club
- Campionato greco: 1

2018-19
- Coppa di Grecia: 2

2018-19, 2022-23

### Nazionale (competizioni minori)
- Giochi del Mediterraneo 2018